# Croix de Savoie (bijou)
Pour les articles homonymes, voir Croix de Savoie.
 (avril 2009).
Si vous disposez d'ouvrages ou d'articles de référence ou si vous connaissez des sites web de qualité traitant du thème abordé ici, merci de compléter l'article en donnant les références utiles à sa vérifiabilité et en les liant à la section « Notes et références ».
La Croix de Savoie est une croix-bijou régionale à caractère religieux chrétien. Elle est un élément indispensable des costumes traditionnels des pays de Savoie.
Il en existe de fait plusieurs centaines de modèles, chacun caractéristique d'une vallée ou d'une commune, cependant elles comportent toutes une partie supérieure en forme de lys. Parmi leurs autres caractéristiques classiques, on peut trouver les croix dentelées et les croix en bâton. D'autre part elles étaient souvent accompagnées d'un autre bijou en forme de cœur qui se portait juste au-dessus de la croix.
Jusqu'en 1860, les croix de Savoie étaient marquées avec le poinçon sarde, un aigle avec le bec sur la gauche. Pour certains poinçons on peut aussi trouver comme symboles : le soleil (à Chambéry de 1838 à 1919), la tête de cheval ou l'aigle.
Parmi les croix les plus recherchées : la croix de Maurienne, la croix de Valloire (croix rayonnante), la croix des Villards (croix plate), la croix Jeannette (modèle courant des régions de France), la croix de Chambéry (croix grille plate et ajourée), la croix de Tarentaise, la croix de Megève (croix grille) ou la croix du Beaufortin. Sur le marché des collectionneurs on trouve essentiellement des croix du XIXe siècle mais on trouve aussi des croix du XVIIIe siècle.